# Passerelle de l'Avre
Ne doit pas être confondu avec Aqueduc de l'Avre.
La passerelle de l'Avre est un pont français sur la Seine, situé à la lisière du bois de Boulogne et reliant Paris à Saint-Cloud, dans le département des Hauts-de-Seine. Œuvre de Gustave Eiffel, la passerelle est le point le plus occidental de Paris.

## Description

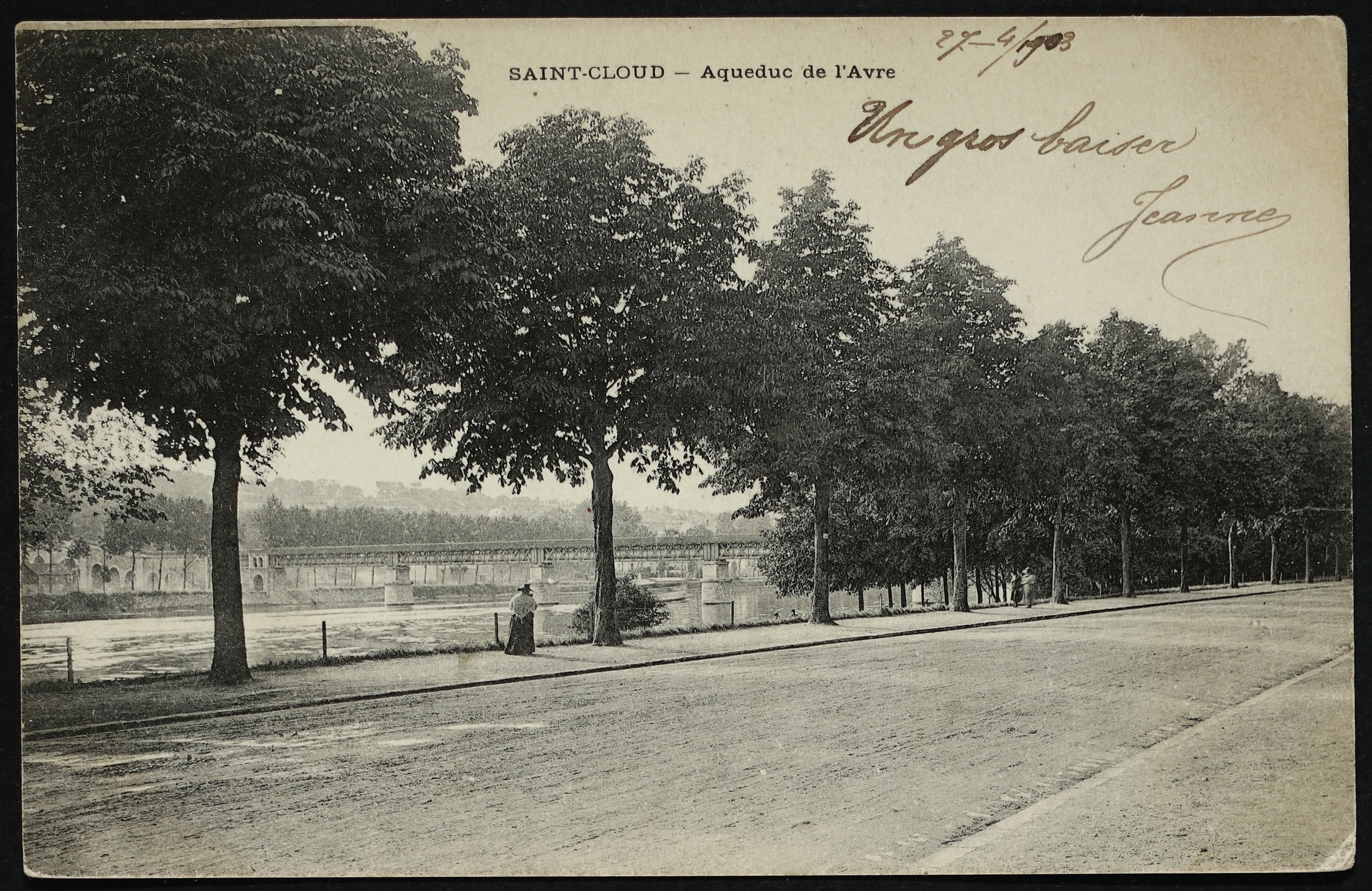
La passerelle, au loin, sur une carte postale ancienne (vue depuis le quai Le Gallo à Boulogne).

La passerelle de l'Avre est un pont-aqueduc construit entre le bois de Boulogne à Paris et Saint-Cloud, selon les plans de Gustave Eiffel, à la demande de la ville de Paris.
Côté ouest, il marque la limite entre le quai du Président-Carnot et le quai Marcel-Dassault. Côté est, à Paris, il part de la Grille-de-Saint-Cloud, où se rencontrent l'allée du Bord-de-l'Eau, le quai du Quatre-Septembre et le boulevard Anatole-France.
Le pont fait partie de l'aqueduc de l'Avre qui achemine les eaux de la rivière Avre jusqu'à Paris et permet aux canalisations de franchir la Seine.
Il est doté d'une passerelle piétonne.
L'aqueduc de l'Avre capte l'eau des rivières du département de l'Eure et les achemine jusqu'au réservoir de Saint-Cloud. En aval, la passerelle de l'Avre achemine l'eau du réservoir jusqu'à Paris. En 2017, des travaux commencent pour un an. Quelques arches du pont sont abattues et la canalisation retirée.
Le GR 1 emprunte cette passerelle en sortant du bois de Boulogne.

## Galerie

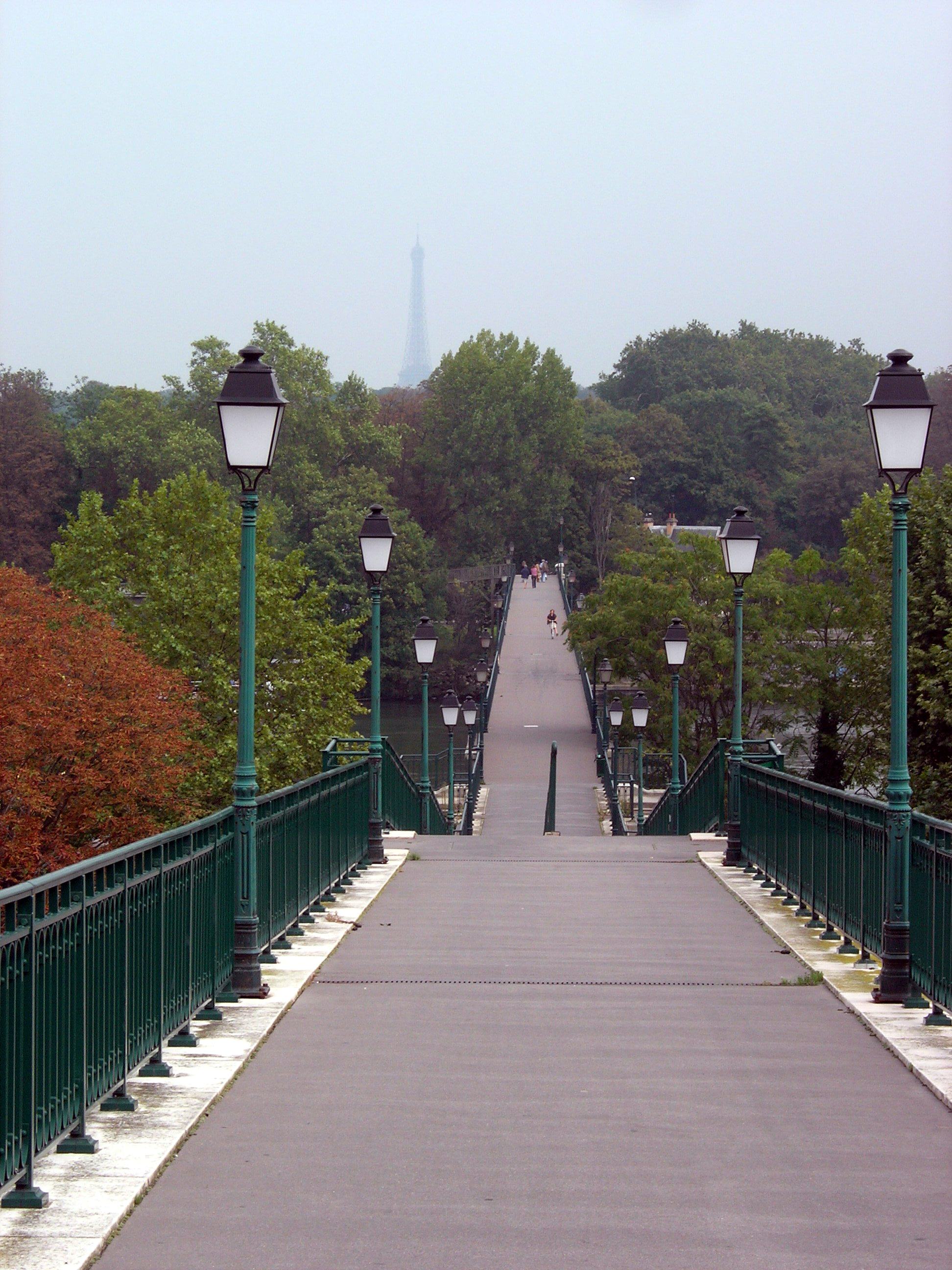
Vue de la passerelle vers Paris.
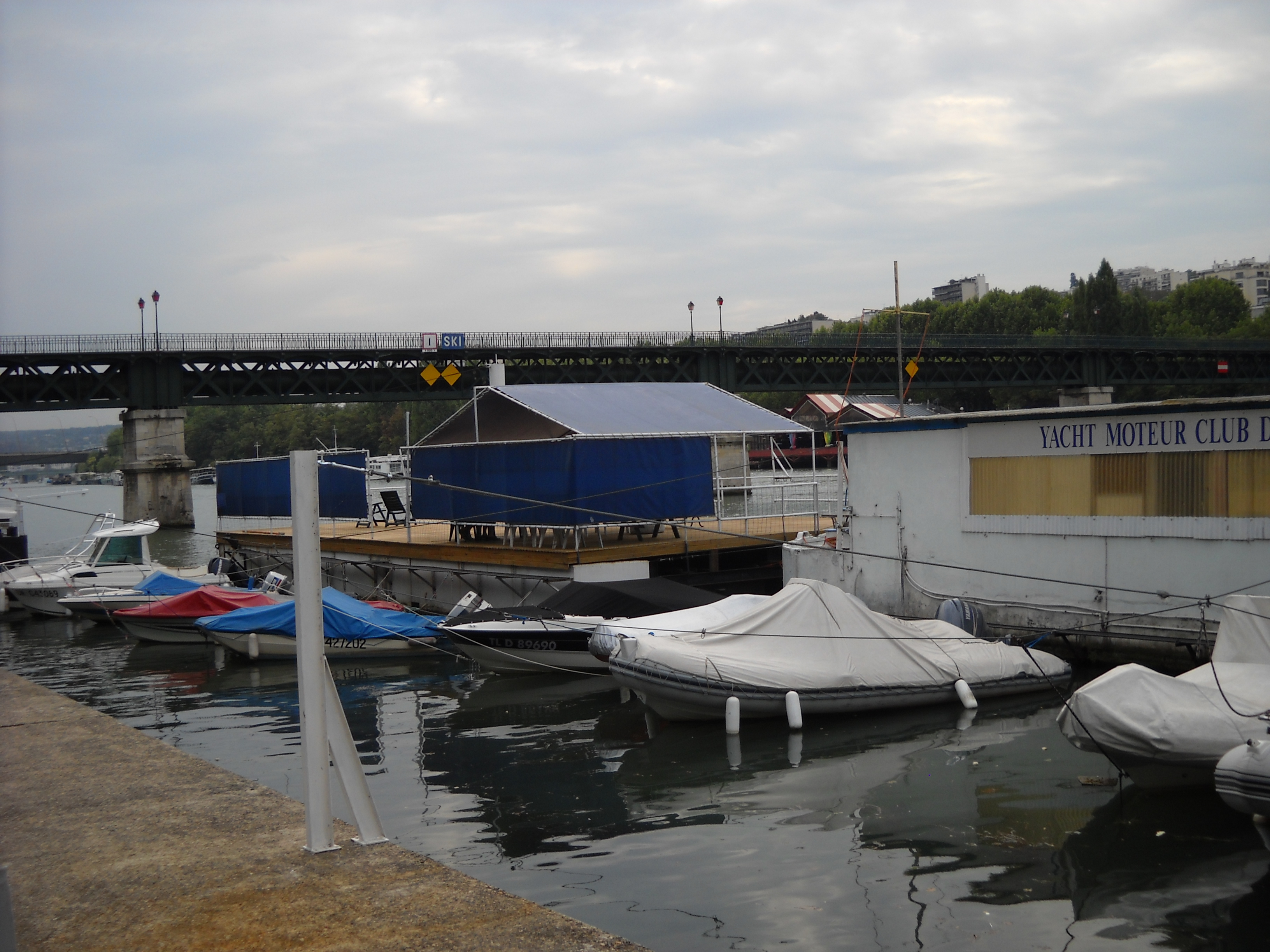
Vue de la passerelle vers Saint-Cloud.
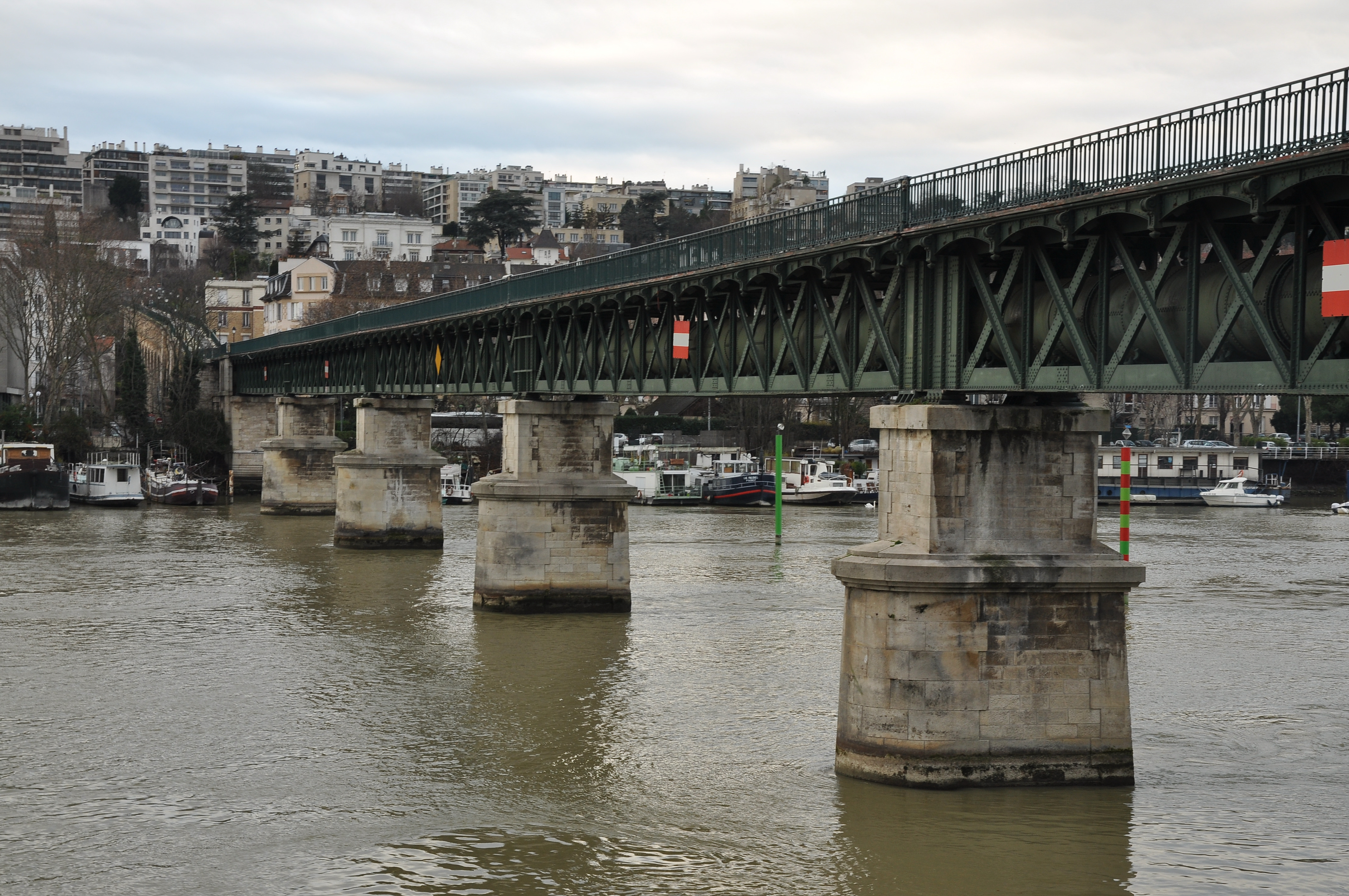
Vue de l'ensemble.
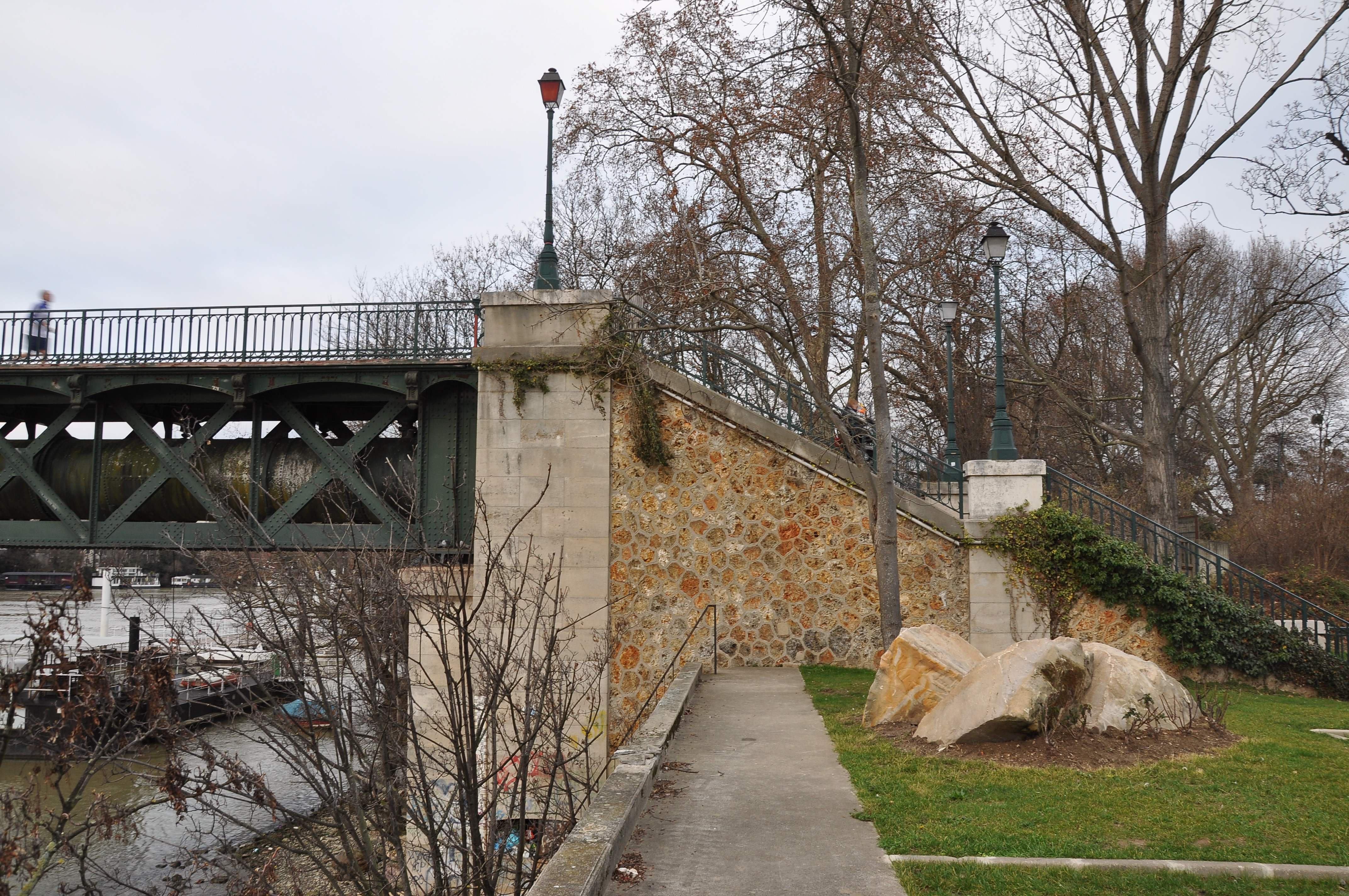
L'entrée sur la passerelle côté Paris.
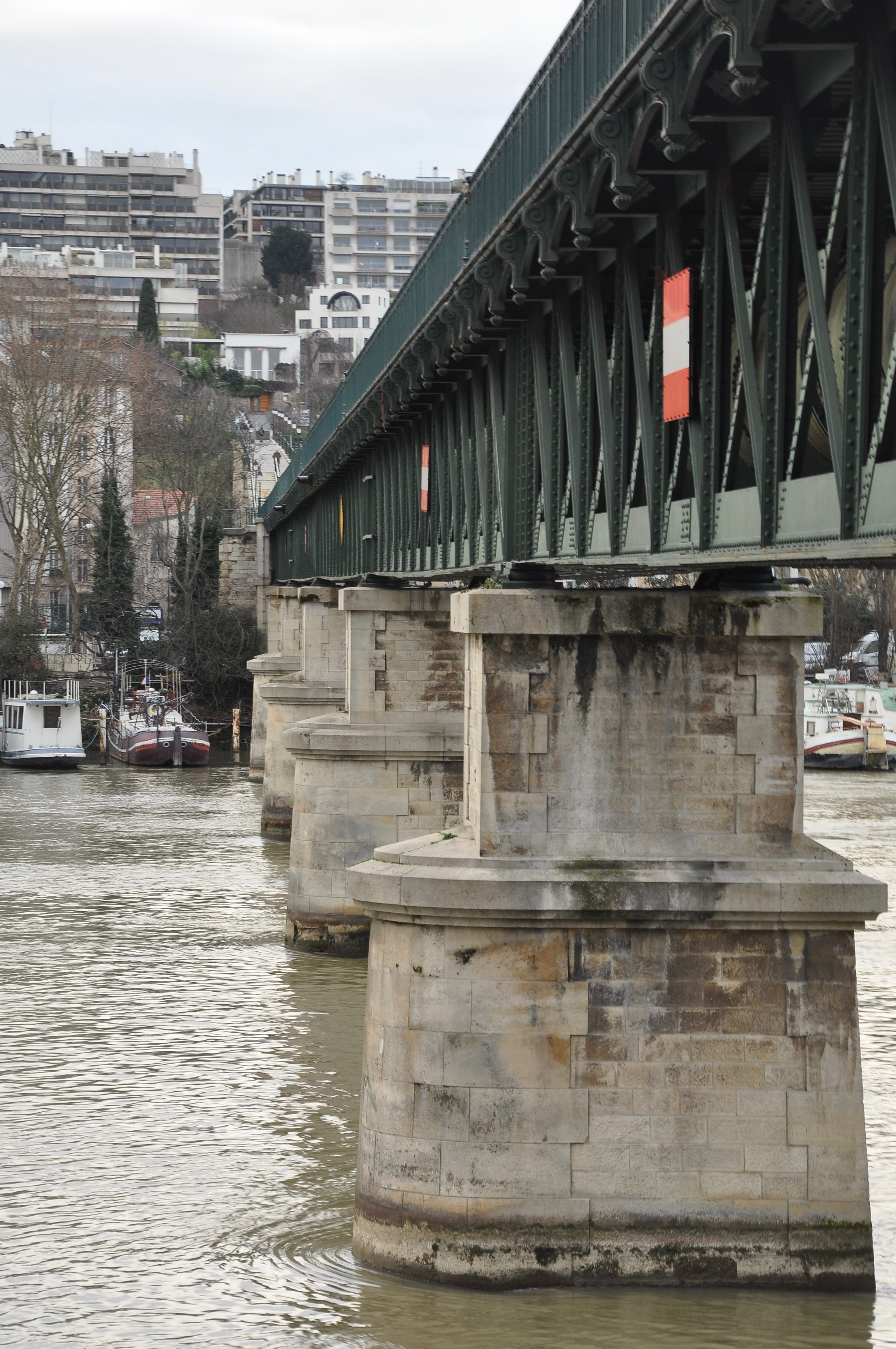
Vue vers Saint-Cloud.
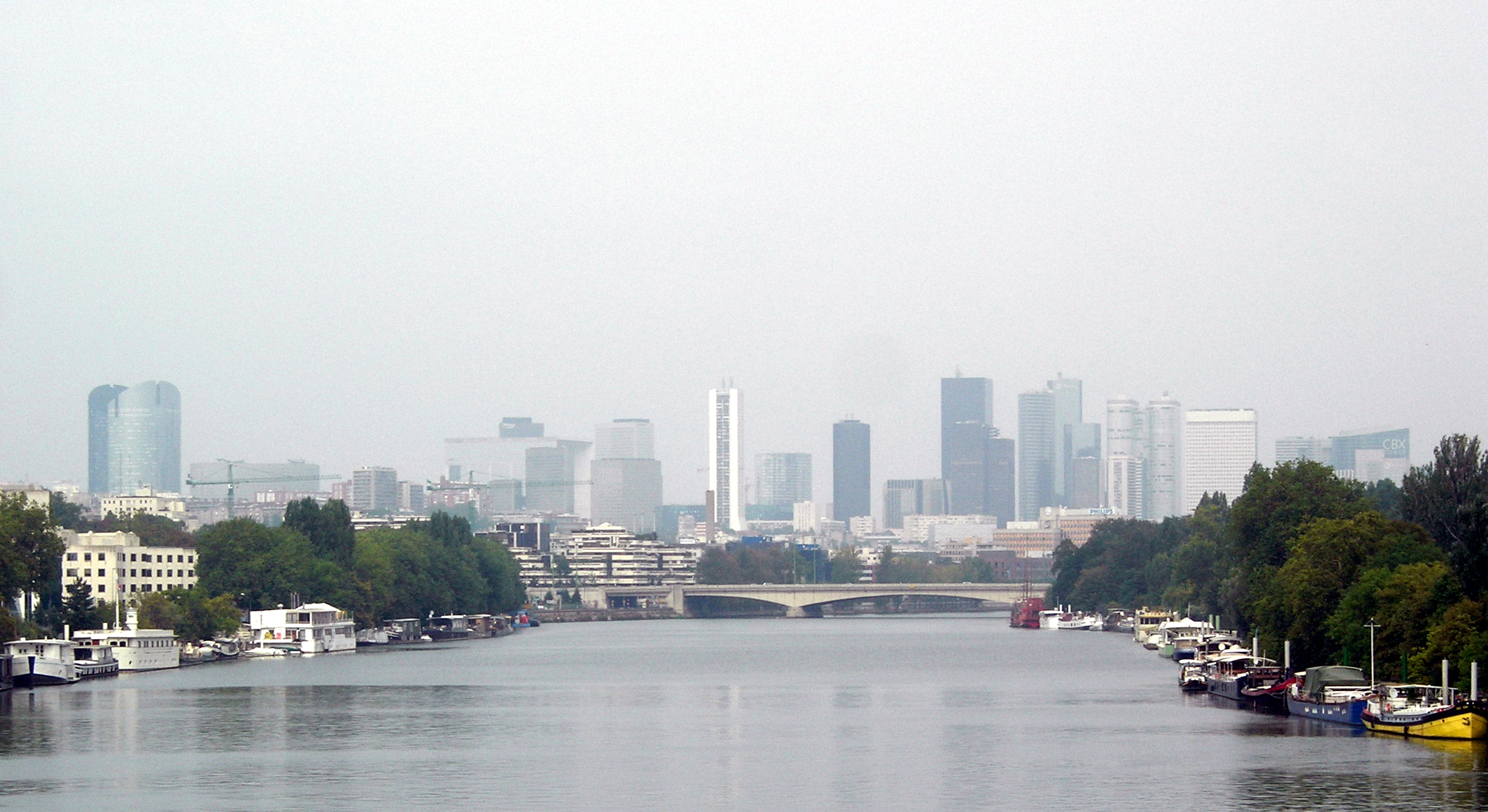
Vue de la Défense depuis la passerelle côté Saint-Cloud.
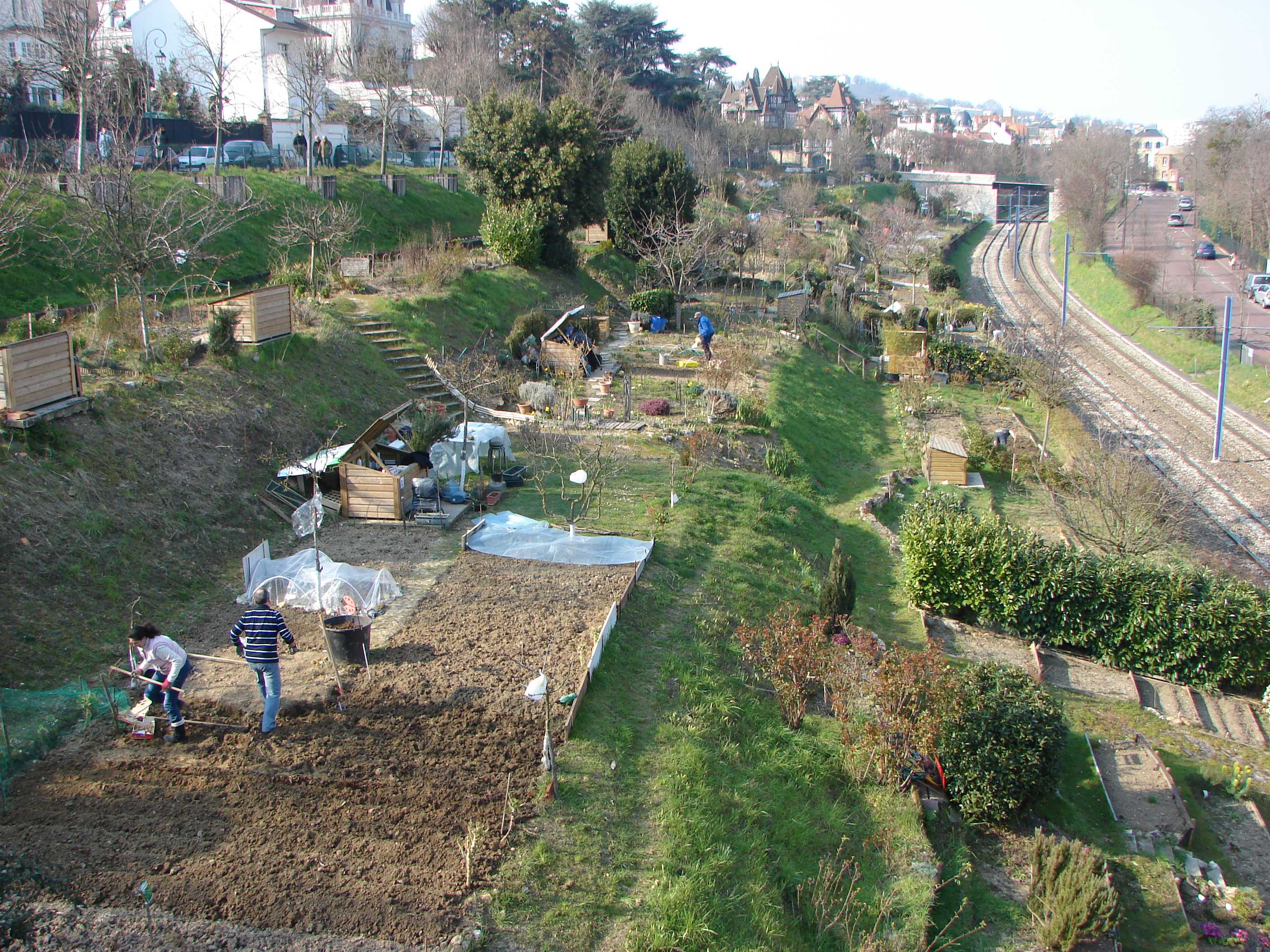
Vue des jardins familiaux depuis la passerelle côté Saint-Cloud.
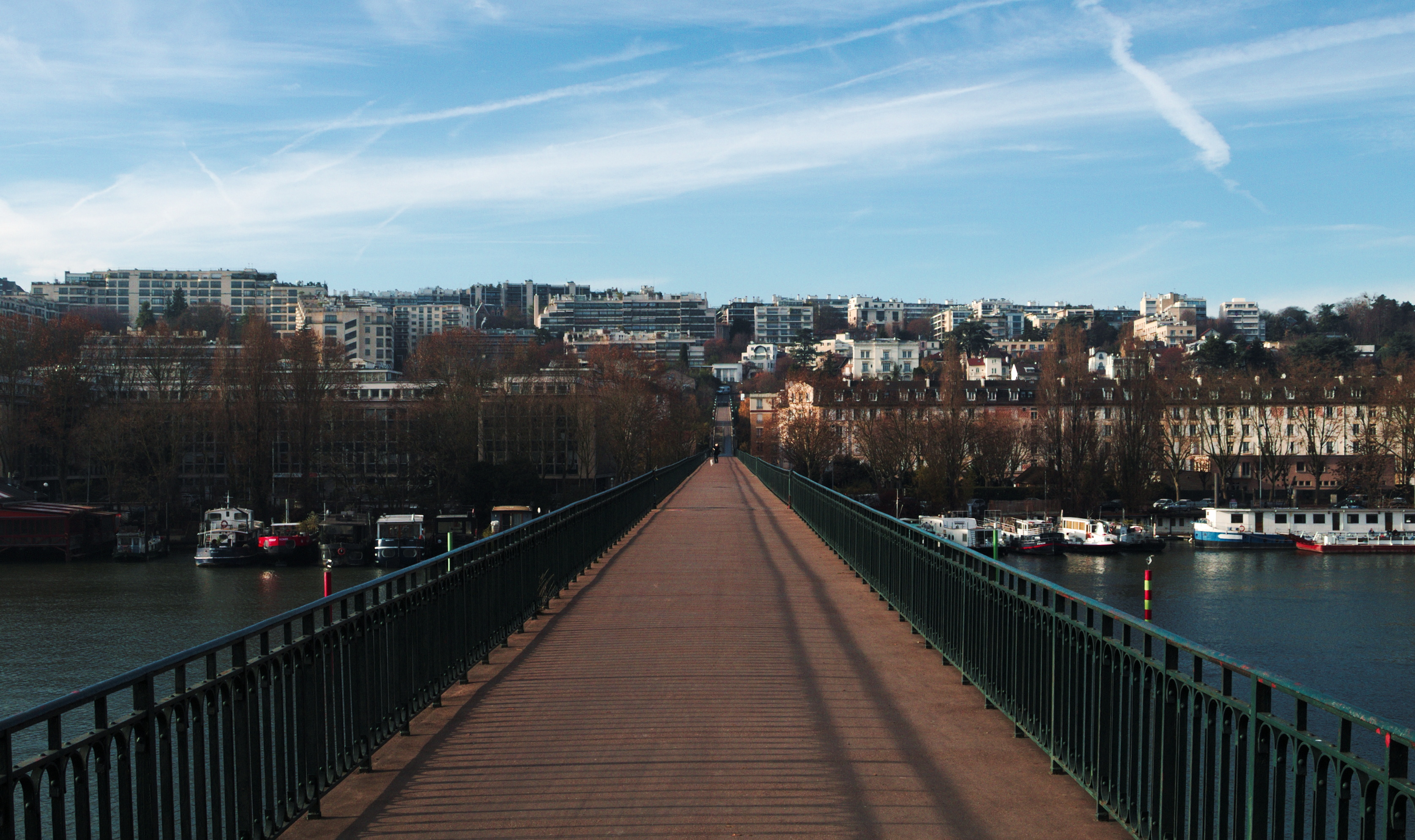
Vue de Saint-Cloud depuis le bout de la passerelle, côté Bois de Boulogne.